# Gravitation
Gravitation (japonès: グラビテーション, hepburn: Gurabitēshon) és un manga yaoi japonès escrit i dibuixat per Maki Murakami. La història relata els intents de Shuichi Shindo i la seva banda, Bad Luck, de convertir-se en la nova sensació del panorama musical japonès i la seva lluita per aconseguir el cor de Yuki Eiri. Publicat per l'editorial Gentosha primer de forma periòdica a la revista Kimi to Boku entre 1996 i 2002. Posteriorment, va ser recopilat en dotze volums i va sortir una seqüela, Gravitation EX., publicada en línia a la revista Genzo entre 2004 i 2009, i de nou a partir de 2011.
El manga ha estat adaptat en un OVA de dos episodis el 1999 i en un anime de tretze episodis que va ser emès a la cadena WOWOW entre octubre de 2000 i gener de 2001.

## Argument

### Gravitation
Shuichi Shindo és un noi de 18 anys a punt d'acabar l'institut i vol fer-se famós amb la seva banda. Una nit que es trobava treballant amb la lletra d'una cançó, el vent s'endú el full on la tenia escrita i li agafa una persona desconeguda. L'home és Eiri Yuki, un escriptor famós de novel·les romàntiques que li diu a Shuichi que la seva lletra és un desastre. Des d'aquell moment Shuichi decideix trobar Yuki per demanar-li explicacions per la duresa de les seves paraules. No s'adona que, tot i ser un altre home, s'ha enamorat d'ell a primera vista. Quan finalment Shuichi troba Yuki, la història es torna un viatge d'obstacles socials, situacions còmiques, interferències que intentaran separar-los.

### Gravitation EX.
La història continua allà on acaba el manga. Shuichi i Yuki viatgen a Nova York per visitar la tomba del tutor de Yuki, amb l'objectiu de deixar enrere el seu passat, però només encetar el seu viatge descobreixen una cosa que els canviarà la vida per sempre i amb algú que intentarà espatllar la seva relació.

## Publicació
Escrit i dibuixant per Maki Murakami, el manga va ser publicat per capítols de forma periòdica a la revista Kimi to Boku de l'editorial Gentosha entre 1996 i 2002. Inicialment, un total d'onze de volums tankobon van ser publicats per Sony Magazines entre el 7 de març de 1996 i el 25 de desembre de 2000. Després, Gentosha va començar a publicar-los de nou el 24 d'abril de 2002, donant per conclosa la col·lecció amb el dotzè volum el 24 d'agost de 2002. Gentosha publicà també una edició especial de l'obra en dos volums el 25 d'abril i el 22 de setembre de 2006.
El manga té una seqüela anomenada Gravitation EX., que va començar a publicar-se de forma simultània en japonès i anglès a la revista en línia Web Comic Genzo. El primer volum es va publicar per part de Gentosha i Tokyopop el 24 de febrer de 2007. El març de 2009, Murakami va paralitzar la publicació del manga i la va reprendre el 28 de juny de 2011 a la revista en línia Web Spica, pertanyent a Gentosha. El segon volum va ser publicat el 24 de novembre de 2011.
Murakami també va crear diversos dōjinshi anomenats Gravitation Remix i Gravitation Megamix de contingut més dur i adult, el primer més suau que el segon, en els quals l'autora va voler explorar les tensions entre els personatges. Murakami va publicar la primera d'aquestes sèries amb Crocodile Ave. El seu contingut és molt més explícit a nivell sexual que a l'anime i es desvien molt de la història del manga, i encara més en el cas dels volums del Megamix.
El 28 de maig de 2014, Murakami va publicar un one-shot basat en Gravitation titulat Shindō-ke no Jijō (新堂家の事情, «Les circumstàncies de la família Shindo»), seguit d'una sèrie del mateix nom el 28 de juliol a Web Spica.

## Adaptacions

### OVA
El 1999 es va produir un OVA anomenat Gravitation: Lyrics of Love, dividit en dos episodis, per part de Plum, Studio Kuma, Animate Film, SME Visual Works, Sony Magazines i Movic, dirigit per Shinichi Watanabe. L'argument girava entorn en Shuichi, que està deprimit perquè el seu amant Yuki l'ignora. El primer es va estrenar el 23 de juliol de 1999 i el segon el 22 de setembre del mateix any. El 2007 es va publicar en un DVD recopilatori amb els dos capítols junts.
L'OVA va incorporar les primeres cançons associades als grups musicals sèrie, sent el seu opening Blind Game Again i l'ending Smashing Blue.

### Anime
Entre el 4 d'octubre de 2000 i el 10 de gener de 2001 es va emetre un anime basat en el manga de Gravitation a la cadena WOWOW, produït per Studio Deen, SME Visual Works i Sony Magazines i dirigit per Bob Shirohata. En aquest cas, la sèrie va incorporar també temes musicals. El seu opening era Super Drive i l'ending Glaring Dream, ambdós cantats per Yosuke Sakanoue i Kinya Kotani.
Després de la seva emissió, els capítols de l'anime van ser posats a la venda en format VHS i DVD, i els temes musicals van ser recopilats en dos CD.
|    | Títol del capítol | Emissió original       |        |
| -- | ----------------- | ---------------------- | ------ |
| 1  | Gravitation       | 4 d'octubre de 2000    | [ 22 ] |
| 2  | Live in Soul      | 11 d'octubre de 2000   | [ 22 ] |
| 3  | Stray Heart       | 18 d'octubre de 2000   | [ 22 ] |
| 4  | Wave Shock        | 25 d'octubre de 2000   | [ 22 ] |
| 5  | Winding Road      | 1 de novembre de 2000  | [ 22 ] |
| 6  | Shady Scheme      | 8 de novembre de 2000  | [ 22 ] |
| 7  | Ground Zero       | 15 de novembre de 2000 | [ 22 ] |
| 8  | Song and Song     | 22 de novembre de 2000 | [ 22 ] |
| 9  | The Deepest Brain | 29 de novembre de 2000 | [ 22 ] |
| 10 | Heads of Tails    | 7 de desembre de 2000  | [ 22 ] |
| 11 | Secret Day        | 13 de desembre de 2000 | [ 22 ] |
| 12 | Breathless        | 20 de desembre de 2000 | [ 22 ] |
| 13 | Got It All        | 10 de gener de 2001    | [ 22 ] |

### Drama CD
Arran de l'èxit de l'anime i l'OVA de Gravitation es van produir posteriorment un seguit de drama CD, als quals van participar els actors de veu de la sèrie. En total Sony Music va produir un total de sis CD, que incorporaven diàlegs al voltant de la història de la sèrie i temes musicals intercalats.
| Nom                         | Data de sortida       | Discogràfica |        |
| --------------------------- | --------------------- | ------------ | ------ |
| Gravitation Sound Story     | 4 de juliol de 2001   | Aniplex      | [ 28 ] |
| Gravitation Sound Story II  | 5 de desembre de 2001 | Aniplex      | [ 29 ] |
| Gravitation Sound Story III | 7 d'agost de 2002     | Aniplex      | [ 27 ] |
| Gravitation Drama CD Vol. 1 | 28 de gener de 2004   | Aniplex      | [ 30 ] |
| Gravitation Drama CD Vol. 2 | 24 de març de 2004    | Aniplex      | [ 31 ] |
| Gravitation Drama CD Vol. 3 | 19 de maig de 2004    | Aniplex      | [ 32 ] |

### Llibres
Hi ha dues novel·les basades en Gravitation, ambdues escrites per Jun Lennon i Maki Murakami. La primera, anomenada Gravitation the Novel, va ser publicada el 30 de novembre del 2000 i continua el fil argumental que deixa la sèrie. La segona, anomenada Shōsetsu Gravitation ~voice the temptation~ va ser sortir a la venda el 30 de setembre de 2002; la història segueix en Shuichi mentre recórrer tot el Japó cercant a Yuki, que ha estat segrestat. El 24 de febrer de 2007 van sortir ambdues de nou després de ser refetes en volums shinsō-ban.
Han estat editats dos fanbook titulats Kanzen Kōryaku Fan Bukku per part de Sony Magazines. El primer va ser publicat el 2 de març de 1998, i el segon va sortir el 7 d'agost de 2000. Addicionalment, se'n va editar un de posterior sobre l'anime, que es va posar a la venda el 15 de març de 2001.